# Oxynoemacheilus merga
Oxynoemacheilus merga är en fiskart som först beskrevs av Krynicki, 1840.  Oxynoemacheilus merga ingår i släktet Oxynoemacheilus och familjen grönlingsfiskar. IUCN kategoriserar arten globalt som livskraftig. Inga underarter finns listade i Catalogue of Life.